# جورجه کوساچ
 جورجه کوساچ (انگلیسی: George Cosac؛ زاده ۲۶ ژانویهٔ ۱۹۶۸) یک تنیس‌باز اهل رومانی است.